# Afromastax nigripes
Afromastax nigripes är en insektsart som beskrevs av Marius Descamps 1977. Afromastax nigripes ingår i släktet Afromastax och familjen Thericleidae. Inga underarter finns listade i Catalogue of Life.